# Сюзанн (фильм)
«Сюзанн» (фр. Suzanne) — французский драматический фильм 2013 года режиссёра Катель Килевере. В январе 2014 года фильм получил пять номинаций на 39-й премии Сезар, в одной из которых победила актриса Адель Анель за «Лучшую женскую роль второго плана».

## Сюжет
Молодая хрупкая женщина Сюзанна, у которой есть сын Чарли, но нет мужа, живёт вместе с отцом дальнобойщиком и сестрой Марией. После смерти матери вдовец сам воспитывал девушек, а когда Сюзанна родила Чарли, они вместе воспитывают внука. Но жизнь Сюзанны резко меняется после того, как она влюбляется в Жюльена, которого манят легкие деньги. Сюзанна бросает свою семью и уезжает с ним в Марсель, и вскоре оказывается в тюрьме.

## В ролях
| Актёр          | Роль            |
| -------------- | --------------- |
| Сара Форестье  | Сюзанн Меревски |
| Адель Анель    | Мария Меревски  |
| Франсуа Дамьен | Николя Меревски |
| Поль Ами       | Жульен Бертельо |
| Лола Дуэньяс   | Ирен            |

## Критика
Фильм получил положительные отзывы кинокритиков. На сайте Rotten Tomatoes фильм имеет рейтинг 91 % на основе 11 рецензий со средним баллом 7,7 из 10. На сайте Metacritic фильм имеет оценку 75 из 100 на основе 6 рецензий критиков, что соответствует статусу «в целом положительные отзывы».